# Lužany (okres Jičín)
Lužany jsou vesnice a obec v okrese Jičín v Královéhradeckém kraji. Nachází se na rozhraní Jičínské pahorkatiny a Krkonošského podhůří asi osm kilometrů východně od Jičína. V obci žije 619 obyvatel.

## Historie
Ulicový půdorys vesnice a její délka převyšující čtyři kilometry jsou výsledkem spojení nejméně tří částí. Jižní část byla situována při Hradecké cestě, spojující Hradec Králové s Turnovem, střední část v okolí kostela a horní část pod hradem Mokřice.
První písemná zmínka o vesnici pochází z doby okolo roku 1052. Pozdější zmínky jsou z let 1143 a 1255. Zpráva o lužanské plebánii pochází z 24. března 1355, kdy vesnice patřila Zbudovi z Lužan.

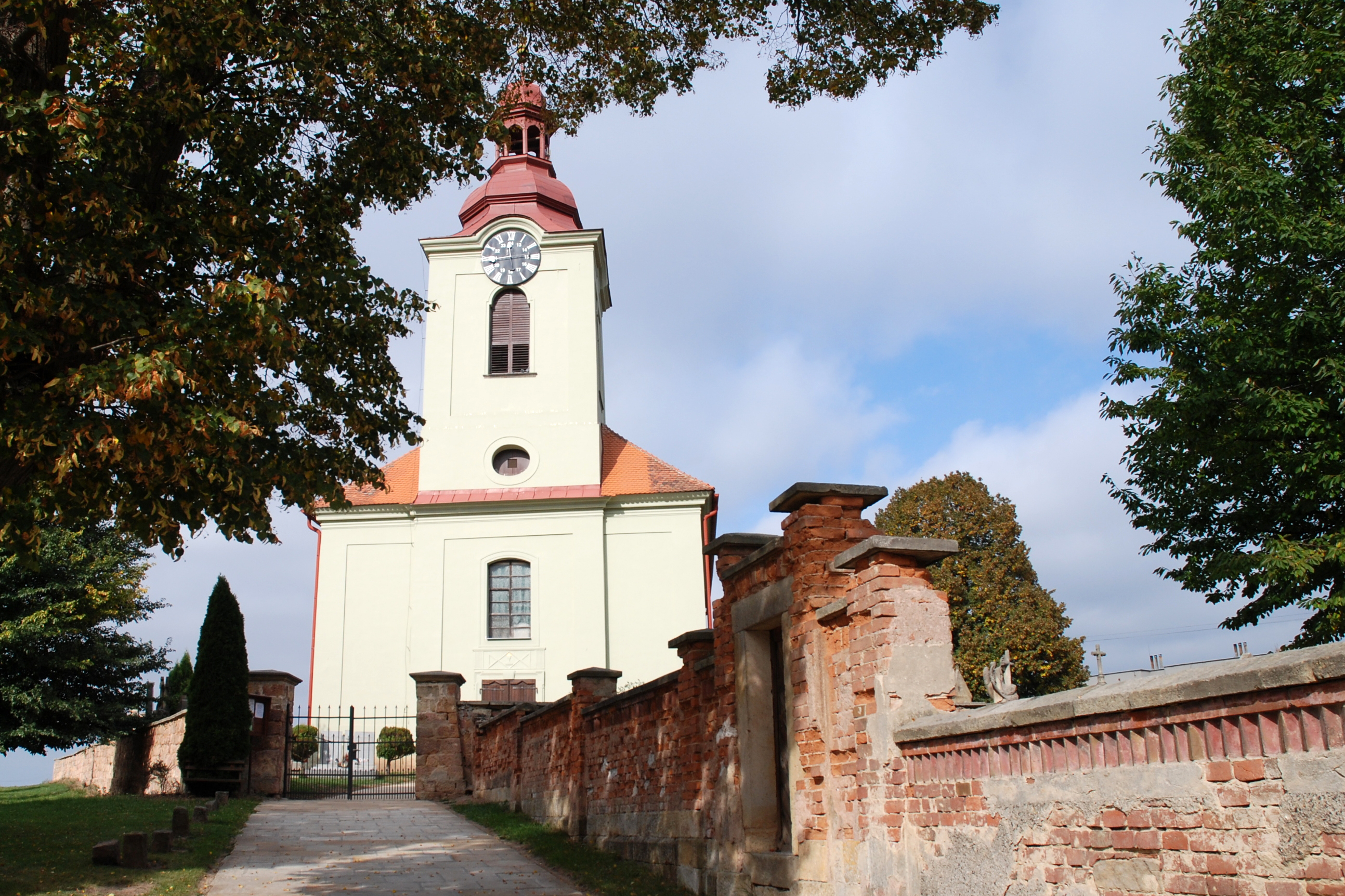
Kostel svaté Máří Magdaleny

Lužany byly rozděleny na nakolik samostatných statků, na nichž se v 16. století vystřídali různí vlastníci. Nejdéle držel část Lužan rod Konecchlumských z Konecchlumí, z nichž Mikuláš Konecchlumský prodal roku 1593 tzv. Pavlatovský dvůr Janu Jiřímu Kulemu z Chotče. Mikuláš byl bratrem Viléma Konecchlumského popraveného na Staroměstském náměstí v Praze roku 1621 za účast na stavovském povstání. Ten se určitý čas psával, jakož Vilém Konecchlumský z Konecchlumí, na mlýně v Lužanech. Z dalších rodů to byli např. Kameničtí z Vitiněvsi, Králové z Dobré Vody, Libákové z Radovesic, Lickové z Rýzmburku, páni z Oujezdce a Kounic, Vojičtí a další.
Roku 1584 se majiteli části Lužan stal Jaroslav ze Smiřic na Kostelci. Za panování jeho rodu dochází ke spojení několika vlastnických dílů Lužan. Tyto majetky se staly součástí panství Kumburk-Úlibice. Dědictví po Smiřických se nečestným způsobem, stejně jakož i jiných majetků, zmocnil Albrecht z Valdštejna. Po Valdštejnově smrti bylo panství postoupeno polnímu maršálku hraběti Rudolfovi z Tiefenbachu. Po jeho smrti roku 1653 spravovala panství vdova Marie Eva Alžběta, rozená ze Šternberku, do úmrtí roku 1676, kdy panství dle závěti zdědil Jan Norbert ze Šternberku. Šternberkové prodali panství roku 1710 hraběti Janu Josefovi z Trauttmansdorfu, jehož rod jej posléze držel do počátku 20. století.

## Přírodní poměry
Katastrální území Lužany u Jičína měří 1,25 km². Leží na rozhraní Jičínské pahorkatiny a Krkonošského podhůří. Jeho nejvyšším bodem je vrch Na Zámcích (451 metrů). Průměrná nadmořská výška území činí 310 metrů, nejnižší bod katastrálního území je v jihozápadní části ve výšce 292 metrů. Územím protéká několik menších vodních toků, a to na severu potok Studénka, který se pod vodní nádrží Marešák vlévá do Úlibického potoka. Střední a jižní částí protéká potok Lužanka. Oba toky se vlévají do Cidliny.

## Obyvatelstvo
| Rok            | 1869  | 1880  | 1890  | 1900  | 1910 | 1921 | 1930 | 1950 | 1961 | 1970 | 1980 | 1991 | 2001 | 2011 | 2021 |
| -------------- | ----- | ----- | ----- | ----- | ---- | ---- | ---- | ---- | ---- | ---- | ---- | ---- | ---- | ---- | ---- |
| Počet obyvatel | 1 264 | 1 200 | 1 140 | 1 038 | 948  | 844  | 836  | 641  | 608  | 572  | 502  | 463  | 537  | 571  | 571  |
| Počet domů     | 147   | 149   | 151   | 154   | 157  | 166  | 197  | 184  | 163  | 158  | 147  | 190  | 193  | 213  | 197  |

## Obecní správa
Obec je členem dvou spolků. Jedná se o dobrovolný svazek obcí Lázeňský mikroregion, který sdružuje obce podhůří Krkonoš. Jeho cílem je koordinování celkového rozvoje mikroregionu a společná propagace území. Obec je dále členem místní akční skupiny MAS Brána do Českého ráje. Jedná se o sdružení místních samospráv, podnikatelů a neziskových organizací, jejichž cílem je zapojit obyvatelstvo maximálně do dění v regionu a poskytnout mu možnost aktivně se účastnit na přípravě a realizaci plánů vycházejících ze zpracovaných strategických dokumentů.

### Obecní symboly
Znak a vlajka byly obci uděleny rozhodnutím předsedy Poslanecké sněmovny Parlamentu České republiky dne 9. dubna 2002.

## Služby
U severního okraje Lužan se nachází rybník Marešák s rozlohou asi 3,5 hektaru a s šest metrů vysokou hrází. Rybník byl původně vybudován roku 1964 jako retenční nádrž určená k závlaze polí. Název dostal po Antonínu Marešovi, který stál za jeho zrodem. Nádrž začala být využívána ke koupání, později ke stanování. Postupem času se okolí proměnilo v rekreační oblast se dvěma kempy.

## Pamětihodnosti

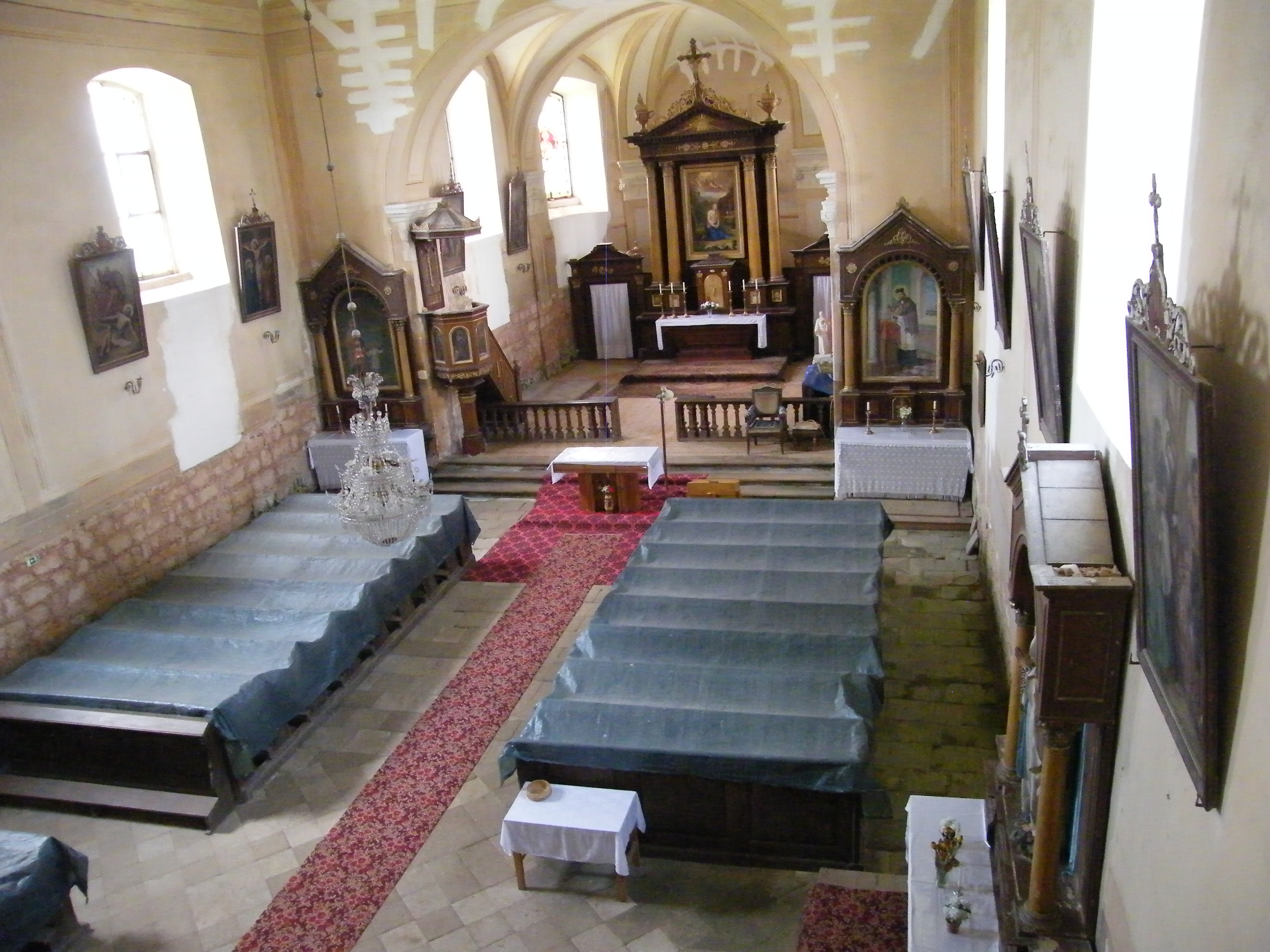
Interiér kostela

- Ve středu vesnice stojí kostel svaté Máří Magdaleny s farou. Jednolodní dispozice kostela je orientována k jihovýchodu. V jejím čele se nachází hranolová věž s hlavním vstupem; chrámová loď s rozměry 23 × 13 metrů je zaklenuta plochou zrcadlovou klenbou. Půlkruhové kněžiště s valenou klenbou je zakončeno konchou vyplněnou třemi trojbokými výsečemi. Podoba kostela pochází z let 1797–1800, kdy byl původní kostel s dřevěnou věží přestaven v klasicistním slohu dle plánů J. Thomy. V kupoli věže jsou, z původních čtyř, umístěny dva zvony – velký a malý umíráček. Velký zvon pochází z roku 1778. Ve spodní části má latinský nápis „Fulgure et tempestate libera nos Domine Jesu Christe“, to je „Od hromobití a blesků ochraňuj nás Pane Ježíši Kriste“. Vnitřní zařízení pochází vesměs z druhé poloviny 19. století. V kostele jsou i varhany, které roku 1869 postavil pražský varhanář Karel Vocelka. Varhany byly v roce 2017 opraveny varhanářem Radomilem Rejškem, který je po letech zprovoznil. Kostel nyní spadá pod farnost Železnice.
- Před kostelem u nově vydlážděné přístupové cesty stojí zrenovované sousoší, v jehož střední části, na vyvýšeném podstavci je na kříži ukřižovaný Ježíš Kristus, po jeho levé straně stojí svatý Václav ve středověké zbroji s praporem a štítem s vyobrazenou svatováclavskou orlicí. Na straně pravé je Jan Nepomucký s palmovou ratolestí a krucifixem. Ve středovém zrcadle je vložena deska s nápisem: „Vždyť jsou lid můj synové nezapírající Boha: a tedy učiněn jest jim Spasitelem. Isaiaš 63.8.“
- V dolní části vesnice stojí před domem čp. 32 socha svatého Vojtěcha z roku 1781.
- U křižovatky před bývalým hostincem Marijánky je v ohrádce z dřevěného plůtku a pískovcových kvádrů kříž s Ježíšem. Přední část soklu vyplňuje reliéfně pojatá celá postava Panny Marie. Na dřík navazuje vlastní plastika Ukřižovaného, z jejíž paty vystupují reliéfně voluty, a v jejich středu je umístěna lebka s kostí. Socha je datována v roce 1786 a jedná se o nejstarší sochu v obci. Nedaleko je umístěna dřevěná zvonička, kterou nechal zhotovit v roce 1878 Josef Končinský.
- Severně od vesnice se na výběžku vrchu Na Zámcích nachází pozůstatky hradu Mokřice ze 14. až 15. století.

## Osobnosti
Narodil se zde Josef Končinský (1832–1910), středoškolský profesor a překladatel z řečtiny.